# 2015년 홍콩 구의회 선거
2015년 홍콩 구의회 선거 (2015年香港區議會選舉, 2015 Hong Kong District Council elections)는 2015년 11월 22일 홍콩의 18개 구의회와 의원 431인을 대상으로 치러진 총선거이다. 기존 지역구는 모두 무효로 하고 새로운 선거구를 설치하면서 치루게 된 첫번째 구의회 선거였다.
투표인은 140만 명, 투표율이 47.01%로 역대 최고치를 기록하였다. 선거 결과 친중파 진영은 전 18개 구의회의 실권을 다시 잡았으며, 민주건항협진연맹은 압도적인 제1당을 유지하였다. 반면 민주파 진영은 전통적인 민주파 강세지역이었던 콰이칭 구의회에서도 집권에 실패하는 등 전반적으로 패배를 겪었다.
양 진영에서는 각각 중진 입법의원들이 낙선하기도 했다. 민주당의 앨버트 호와 홍콩민주민생협진회의 프레데릭 풍은 모두 의석을 잃고 제2구의회 지역구를 통해 당선되었으며, 공민당의 케네스 찬은 남구 지역구에서 낙선하였다. 민주건항연맹의 크리스토퍼 충과 엘리자베스 쾃 현직의원들도 민주파 신생후보들에게 낙선하였는데, 특히 충 의원은 오랫동안 휘어잡았던 자신의 지역구를 비교적 무명 후보였던 '우산 전사' 추이치킨에게 넘겨주고 말았다.
2014년 우산 혁명에 참가해 '우산 전사'라는 이름으로 불린 운동가 후보들은 선거전 예측과는 달리 전체 후보 중 8명이 현직 의원을 누르고 당선되면서 약진하는 성과를 거두었다. 신민주연맹 역시 공천후보 16명 중 15명이 당선, 이전의석 7석에서 15석으로 두 배가 되는 쾌거를 거두면서 이번 선거의 최대 혜택자가 되었다.

## 선거구 개편
2010년 민주당의 선거제도 완화 개편안이 입법회에서 통과되면서 기존의 모든 지역구는 무효가 되었다. 이후 각 구의회의 의석수를 2015년 중순 기준의 추계인구에 맞춰 검토한 결과, 선거관리위원회는 9개 구의회의 총 의석수를 19석 늘리는 방안을 제시하였다. 세부적인 증석 방안은 다음과 같았다.
1. 췬완 구의회, 북구의회 - 1석
2. 삼서이포 구의회, 가우룽싱 구의회, 군통 구의회, 야우짐웡 구의회, 사틴 구의회 - 2석
3. 사이궁 구의회 - 3석
4. 윈롱 구의회 - 4석

따라서 2015년 선거의 총 의석수는 412석에서 431석으로 19석이 증가하게 되는 것이다. 여기에 틴하우와 빅토리아 파크 지역구를 동구에서 완자이 구 소속으로 넘겨주는 방식으로 선거구 조정이 이뤄졌다.

## 배경

### 우산 혁명
2014년 홍콩 시위는 민주파와 친중파 간의 격돌에 불을 붙이는 계기가 되었다. 민주파는 "깨어있는 시민"이란 평가를 내린 반면, 친중파는 지지자들을 동원해 79일간의 거리 점거시위는 법에 대한 모욕이라며 규탄을 아끼지 않았다. 이 때문에 이듬해 11월에 치러질 구의회 선거는 시위 이후를 판가름할 첫 대규모 선거로 간주되었다. 양쪽 진영 모두 이번 행사가 유권자들에게 큰 영향을 끼칠 것이라고 외쳤지만, 정치에 관심이 생긴 홍콩 청년층들이 얼마나 많이 표심을 돌릴지에 대해서는 여전히 불투명했다. 민주파에서는 점거시위에 참여한 젊은 층에게 구의회 선거의 유권자 등록과 투표를 할 것을 독려하였다.

### 식수 파문
2015년 6월 민주당의 헬레나 웡 픽완 의원이 가우룽 가이칭 주택단지의 식수를 조사한 결과 납 성분이 검출되었다는 결과를 발표하면서 식수 파문이 벌어졌다. 이에 홍콩방옥위원회는 납 성분의 함유량이 세계보건기구 수립기준을 초과한다고 공식 확인하였다. 이후 가이탁 단지를 시작으로 여타 주택단지, 학교, 공공시설 등 홍콩 전반에 걸쳐 납 오염 식수가 적발되었다. 이 같은 오염 식수 파문으로 홍콩 사회는 큰 우려 속에 빠졌고, 민주당은 파문을 처음 밝힌 당사자로서 대중의 지지를 얻고자 했던 반면 친중파 진영은 파문 자체를 무마하고자 하는 모습을 보였다.

## 참여 정당과 후보자

### 정당
친중파에서는 대표 정당인 민주건항협진연맹 (민건련)이 이번 총선의 전 선거구에 후보를 내면서 후보자수는 171명이 되었다. 그 다음에는 홍콩공회연합회 (공련회)가 총 51명의 후보를 내어 뒤를 이었다. 공련회 후보 중 3명은 민건련 소속이기도 했다. 여기에 비교적 최근에 생긴 친중파 정당 두 곳이 선거에 참여하였는데 하나는 중산층 기반의 신민당, 다른 하나는 홍콩경제민생연맹 (경민련)으로 각각 2011년과 2012년에 창당된 이래 구의회에서 조금씩 영향력을 높여왔다. 신민당은 2011년 선거에서 후보 12명 중 4명이 당선되었으며 이후 여덟명의 현직의원이 입당하였다. 뿐만 아니라 신계 동부지역에서 강력한 지지를 받고 있는 공민역량과 정치연대를 이루어 의석수를 30석까지 끌어올렸다. 이번 선거에서 신민당의 출마 후보자수는 42명에 달했다. 한편 경민련의 후보자수는 16명으로 또다른 친기업 정당인 자유당의 20명보다 살짝 적은 규모다. 자유당 후보 4명은 다른 친중파 정당과 단일화에 실패하면서 그대로 같은 친중파 정당 후보와 겨루게 되었다.
민주파에서는 가장 큰 정당인 홍콩 민주당이 95명의 후보자를 내었는데 지난 총선의 132명에서 급격히 감소한 숫자이다. 그밖의 민주파 정당 중에서는 홍콩민주민생협진회 (민협)이 26명, 공민당이 25명, 신민주연맹이 16명, 공당이 12명, 인민역량이 9명, 가방공우복무처 (가공처)가 6명, 사회민주연선이 5명의 후보를 내었다. 민주파의 신생정당 중 다수는 점거시위에 참여했던 청년들이 결성한 것이었는데, 청년신정, 츠완산 건설역량 (웡다이신 구의회에 출마한 정당), 북구동원 (북구의 성수이판렝에 출마한 정당), 둥가우룽 구사관주조 (군통 구의회에 출마한 정당) 등이 있었다. 시위참여 운동가 출신 후보는 총 40명 이상이었으며 그 중 일부는 '원주민' 사상을 지니고 있었다. 시위 운동계 후보자들은 대부분 민주파 정당들과 단일화에 참여하여 같은 진영끼리 경쟁하는 일이 없도록 하였지만, 여섯 명은 단일화를 거절하고 그대로 민주당 후보와 겨루었다. 해당 지역구들은 이전 선거에서 친중파와 민주당이 경합을 벌였던 선거구이기도 했다.

### 후보자
총 951명의 후보자가 지명되었고, 이 중 6명이 마감시한 전에 후보직을 내려놓았다. 전체 의석 중 66석은 경쟁후보 없는 지역구가 되었는데 지난 총선보다 10석 줄어든 수치로 대부분 친중파 진영 후보들이 단독 출마하였다. 정당별로 살펴보면 민건련이 20석, 신민당이 7석, 공련회가 6석, 자유당이 2석이었다. 홍콩 입법회 의원이기도 한 공련회의 앨리스 막 메이귄 의원 (콰이칭 구 와이잉)과 궉와이겅 의원 (동구 프로비던트)은 선거전 없이 그대로 의석을 유지하게 되었다.
2012년 제2구의회를 통해 당선된 입법회의원인 민주당 전 의장 앨버트 호와 홍콩 민주민생협진회 전 의장 프레데릭 풍은 각각 자신의 지역구인 록저이 (튄먼)와 라이곡 (삼서이포)에서 치열한 경쟁을 펼치게 되었다. 먼저 앨버트 호는 홍콩률사회 전 회장인 주니어스 호 콴유 후보, 급진지역단체 열혈공민 후보, 그리고 그밖의 정당 세 명 등 총 다섯 명의 후보와 겨루게 되었다. 프레데릭 풍은 자신의 옛 정당 소속의 에릭 웡충키 후보, 공련회의 찬윙얀 후보 등과 경쟁하였다. 선거 결과 두 의원 모두 구의원 의석을 잃게 되면서 차후 입법회 선거의 새로운 지역구로 자리를 옮길 예정이다. 또다른 제2구의회 의원인 공련회의 창윈한과 제1구의회 의원인 민건련의 입궉힘도 각각 자신의 지역구인 룽셍 (웡다이신)과 군룽 (중서구)에 출마하지 않기로 했으며, 내년 입법회 선거에서도 출마하지 않게 되었다.

## 선거 결과

### 선거구별 결과
| 4 | 11 |

|  | 11 |

| 10 | 25 |

| 5 | 12 |

|  | 16 |

| 11 | 12 |

|  | 20 |

| 9 | 15 |

| 9 | 28 |

|  | 13 |

| 8 | 21 |  |

|  | 30 |

|  | 14 |

| 6 | 13 |  |

| 10 | 13 |  |

| 19 | 19 |  |

| 11 | 18 |  |

|  | 8 | 8 |

### 투표율
진영별 총 득표율
진영별 총 의석수
| \| 득표율 \| 득표율 \| 득표율 \| 득표율 \| 득표율 \| \| ------ \| ------ \| ------ \| ------ \| ------ \| \| \| \| \| \| \| \| 민건련 \| 민건련 \| \| 21.39% \| 21.39% \| \| 민주당 \| 민주당 \| \| 13.56% \| 13.56% \| \| 공련회 \| 공련회 \| \| 6.61% \| 6.61% \| \| 신민당 \| 신민당 \| \| 5.24% \| 5.24% \| \| 민협 \| 민협 \| \| 3.82% \| 3.82% \| \| 공민당 \| 공민당 \| \| 3.62% \| 3.62% \| \| 신민련 \| 신민련 \| \| 2.92% \| 2.92% \| \| 경민련 \| 경민련 \| \| 1.90% \| 1.90% \| \| 자유당 \| 자유당 \| \| 1.74% \| 1.74% \| \| 공당 \| 공당 \| \| 1.59% \| 1.59% \| \| 가공처 \| 가공처 \| \| 1.11% \| 1.11% \| \| 기타 \| 기타 \| \| 36.50% \| 36.50% \| |        |  |        |        |
| 득표율 |        |  |        |        |
| |        |  |        |        |
| 민건련 | 민건련 |  | 21.39% | 21.39% |
| 민주당 | 민주당 |  | 13.56% | 13.56% |
| 공련회 | 공련회 |  | 6.61%  | 6.61%  |
| 신민당 | 신민당 |  | 5.24%  | 5.24%  |
| 민협 | 민협   |  | 3.82%  | 3.82%  |
| 공민당 | 공민당 |  | 3.62%  | 3.62%  |
| 신민련 | 신민련 |  | 2.92%  | 2.92%  |
| 경민련 | 경민련 |  | 1.90%  | 1.90%  |
| 자유당 | 자유당 |  | 1.74%  | 1.74%  |
| 공당 | 공당   |  | 1.59%  | 1.59%  |
| 가공처 | 가공처 |  | 1.11%  | 1.11%  |
| 기타 | 기타   |  | 36.50% | 36.50% |

### 의석수
| \| 의석 \| 의석 \| 의석 \| 의석 \| 의석 \| \| ------ \| ------ \| ---- \| ------ \| ------ \| \| \| \| \| \| \| \| 민건련 \| 민건련 \| \| 27.61% \| 27.61% \| \| 민주당 \| 민주당 \| \| 9.98% \| 9.98% \| \| 공련회 \| 공련회 \| \| 6.26% \| 6.26% \| \| 신민당 \| 신민당 \| \| 6.03% \| 6.03% \| \| 민협 \| 민협 \| \| 4.18% \| 4.18% \| \| 공민당 \| 공민당 \| \| 3.48% \| 3.48% \| \| 신민련 \| 신민련 \| \| 2.32% \| 2.32% \| \| 경민련 \| 경민련 \| \| 2.32% \| 2.32% \| \| 자유당 \| 자유당 \| \| 2.09% \| 2.09% \| \| 가공처 \| 가공처 \| \| 1.16% \| 1.16% \| \| 기타 \| 기타 \| \| 34.80% \| 34.80% \| |        |  |        |        |
| 의석 |        |  |        |        |
| |        |  |        |        |
| 민건련 | 민건련 |  | 27.61% | 27.61% |
| 민주당 | 민주당 |  | 9.98%  | 9.98%  |
| 공련회 | 공련회 |  | 6.26%  | 6.26%  |
| 신민당 | 신민당 |  | 6.03%  | 6.03%  |
| 민협 | 민협   |  | 4.18%  | 4.18%  |
| 공민당 | 공민당 |  | 3.48%  | 3.48%  |
| 신민련 | 신민련 |  | 2.32%  | 2.32%  |
| 경민련 | 경민련 |  | 2.32%  | 2.32%  |
| 자유당 | 자유당 |  | 2.09%  | 2.09%  |
| 가공처 | 가공처 |  | 1.16%  | 1.16%  |
| 기타 | 기타   |  | 34.80% | 34.80% |

### 개괄

선거구별 승리 진영도

단일 폴리곤으로 재구성한 선거구별 승리 진영도

이번 선거의 투표율은 47%로 사상 최고치를 기록하였으며, 투표율이 가장 높았던 상위 10개 선거구는 전부 중산층 주거지역에 해당되었다. 친중파 진영은 이전과 마찬가지로 전 18개 구의회에서 승리해 재집권하였고, 민주건항협진연맹은 119석을 차지하며 압도적인 1위를 지켰다. 민주파는 이전 선거에서 과반 의석수로 집권에 성공했던 콰이싱 구의회의 수성에는 실패하였지만 직권의석으로 친중파와의 의석수 균형은 맞출 수 있었다. 사틴 구의회에서는 민주파와 친중파 모두 의석을 19석씩 얻었지만, 친중파에서 직권의석에 해당되는 사틴 향사위원회 의장직을 다시 차지하면서 친중파가 재집권에 성공하였다.
민주파의 제2구의회 중진의원이었던 프레데릭 풍과 앨버트 호는 신인 후보에 밀려 낙선한 반면, 또다른 민주파 후보인 제임스 토는 자신의 지역구인 올림픽 선거구를 지켜내는데 성공하면서, 내년 입법회 총선 때 같은 지역구에서 재선을 노리는 민주파 중진의원 3인 중 하나가 되었다. 프레데릭 풍의 경우 라이곡 선거구에서 2,432표를 득표하였는데 홍콩 경제민생연맹의 25세 신인후보인 찬잉얀 후보의 득표수에 불과 99표가 모자라 낙선하였고, 프레데릭 풍의 옛 당원동지였던 에릭 웡 충기가 같은 선거구에 출마하여 215표를 얻었다. 앨버트 호의 경우 록저이 지역구에 출마하여 1,617표를 얻었는데 홍콩률사회 전 의장의 득표수에 125표가 모자란 득표수였다. 한편 급진민주정당 열혈공민의 청충타이는 391표를 얻었다.
2014년 점거시위 참여자 출신 후보 중에서도 총 여덟 명이 예상을 깨고 당선되었다. 특히 위완 지역구에 출마한 추이치킨 후보는 선거 전까지만 해도 거의 무명 수준이었지만 민건련의 크리스토퍼 충 후보를 2,017표 대 1,829표로 승리를 거뒀다. 또다른 민건련 소속 의원인 엘리자베스 쾃도 충온 지역구에서 민주파 공당의 입윙 후보에게 패배해 낙선하였다. '우산 전사' 출신으로 둥가우룽 구사관주조 후보로 나온 웡치건은 록와노스 지역구의 풍감윈 현 의원을 1,729표 대 1,246표로 대승을 거두었다. 타이항에 출마한 클라리스 윙쉿잉 후보는 1,398표를 얻어, 신민당의 지지 웡칭치 의원을 250표로 누르고 당선되었다. 웡보 이스트에서는 24살의 젊은 나이에 또다른 '우산 전사' 출신인 청년신정의 야우와이칭 후보가 나섰지만 홍콩 경제민생연맹의 프리실라 렁 의원이 2,314표를 받고 300표 미만으로 간신히 당선되었다. 역시 같은 청년신정 소속의 궝포인 후보는 웡보 웨스트에서 현 가우룽싱 구의회 의장인 라우와이윙 의원을 불과 39표차로 이겼다.
민주당 탈당파로 구성된 신민주동맹은 특히나 더 좋은 성적을 거두었는데 전체 공천후보 16명 중 15명이 당선되면서 총의석수 8석에서 15석으로 두 배가 오르는 기염을 보였다. 공민당은 총 10석을 얻었는데 케네스 찬 의원이 사우스 허라이즌 이스트 지역구 선거에서 낙선하면서, 이듬해 치러질 총선에서 입법회에 재입성할지 여부도 불투명해졌다. 민주당은 기존 의석수에서 1석을 추가한 총 43석을 얻었다. 레이팅일에 출마한 로긴허이 부의장과 섹위허이에 출마한 람적팅 임원을 비롯한 여러 인사들은 재선에 성공했지만 섹얌에 출마했던 앤드류 완 부의장은 낙선하였다.

### 공식 홈페이지
- 2015년 구의회 선거 공식 홈페이지

### 선거공약집과 정당별 홈페이지
- 공민당: 參選宣言
- 민주건항협진연맹: "Serving You with Sincerity and Dedication"[깨진 링크(과거 내용 찾기)]
- 민주당: 區議會選舉 2015 十二大政綱 Election Platform
- 사회민주연선: 反對操弄，雨傘起動